# بلطي الحولة
بلطي الحولة: الاسم العلمي (Tristramella intermedia) وهي نوع منقرض من الأسماك من فصيل السلكيد أو البلطيات. كان الموطن الأصلي والوحيد لهذا النوع من الأسماك هو بحيرة الحولة وكما تواجدت في بحيرتي طبريا ومزيريب على مسار نهر الأردن. وهذه الأصنوفة كانت تعتبر نوع فرعي للبلطي قصير الفك وفقاً لقاعدة الأسماك وتعتبر مرادف لنفس النوع وفقاً لمجموعة الأسماك. قاعدة الأسماك حالياً تؤيد هذا التصنيف. يصل طول هذا النوع من البلطي لـ 22.9 سم (9 انش).
أدى التجفيف المتعمد لبحيرة الحولة في الخمسينيات من القرن التاسع عشر إلى انقراض هذا النوع، بالإضافة إلى السمكة الشبوطية وراطة الحولة.